# Collbran
Collbran est une ville américaine située dans le comté de Mesa dans le Colorado.
Selon le recensement de 2010, Collbran compte 708 habitants. La municipalité s'étend sur 0,61 milles carrés (1,58 km2).
La ville est nommée Hawhurst jusqu'en 1894, en l'honneur de l'un de ses premiers habitants. Cette année-là, elle adopte son nom actuel d'après un cheminot de la y résidant.

## Démographie
| 1910 | 1920 | 1930 | 1940 | 1950 | 1960 |
| ---- | ---- | ---- | ---- | ---- | ---- |
| 156  | 286  | 341  | 301  | 237  | 310  |

| 1970 | 1980 | 1990 | 2000 | 2010 | - |
| ---- | ---- | ---- | ---- | ---- | - |
| 225  | 344  | 228  | 388  | 708  | - |